# Gyranusoidea flava
Gyranusoidea flava är en stekelart som beskrevs av Shafee, Alam och Agarwal 1975. Gyranusoidea flava ingår i släktet Gyranusoidea och familjen sköldlussteklar.
Artens utbredningsområde är:
- Kenya.
- Filippinerna.

Inga underarter finns listade i Catalogue of Life.